# 德弗爾島

德弗爾島（英語：Devil Island），是南極洲的島嶼，位於特里尼蒂半島以東，處於維加島以北1公里，長約2公里，面積1.28平方公里，屬於詹姆斯羅斯島群的一部分，最高點海拔高度約150米，現時由南極條約體系管理。